# Ісмаель Аанеба
Ісмаель Аанеба (фр. Ismaël Aaneba, 29 травня 1999, Мант-ла-Жолі) — французький футболіст марокканського походження, захисник угорського клубу «Ференцварош».

## Клубна кар'єра
Ісмаель Аанеба народився у місті Мант-ла-Жолі у Франції і розпочав займатись футболом у місцевому клубі «Мантуа». У грудні 2016 року молодий захисник перейшов у вищоліговий «Страсбур», з яким підписав свій перший професійний контракт терміном на чотири роки, після чого став виступати за резервну команду.
За основну команду дебютував 8 лютого 2018 року під керівництвом Тьєррі Лорі під час матчу Кубка Франції проти «Гренобля» (3-0).
9 листопада 2018 року Аанеба зіграв свій перший матч у Лізі 1 проти «Лілля» (0-0). Загалом провів за команду 13 ігор в усіх змаганнях (5 у Лізі 1, 6 у Кубку Франції та по одному у Кубку ліги та Лізі Європи), але основним гравцем не став.
У червні 2021 року Аанеба у статусі вільного агента підписав контракт із клубом Ліги 2 «Сошо» до червня 2023 року. Дебютував за нову команду 26 липня 2021 року, у першому турі сезону 2021/22, проти «Діжона» (3:1) і швидко став основним гравцем команди, зігравши за два роки у 65 іграх чемпіонату. Влітку 2023 року через фінансові проблеми команду було виключено з другого дивізіону і Ісмаель покинув її по завершенні контракту.

## Збірна
Анеба народився у Франції, але має марокканське походження, тому був викликаний до молодіжної збірної Марокко U20 у жовтні 2017 року, втім так за неї і не зіграв. Згодом виступав за юнацькі збірні Франції до 19 та 20 років.
18 серпня 2019 року він був викликаний до олімпійської збірної Марокко.

## Титули і досягнення
- Володар Чемпіон Угорщини (1):

«Страсбур»: 2018-19
- Чемпіон Угорщини (2):

«Ференцварош»: 2023-24, 2024-25